# Heinz Schnackertz
Heinz Schnackertz (* 12. Mai 1911 in Köln; † 4. März 1990 in München; gebürtig Heinrich Schnackertz) war ein deutscher Kameramann.
Schnackertz erhielt Ende der 1920er Jahre eine fotografische Ausbildung und arbeitete als Fotoreporter und Kameraassistent. Sein erster Film als verantwortlicher Kameramann war 1938 ein Kurzfilm über die Stadt München.
Es folgten Spielfilme als Co-Kameramann bei der Bavaria Film an der Seite von Carl Hoffmann, und ab Herbst 1941 fungierte Schnackertz als alleiniger Chefkameramann. Nach Kriegsende setzte er seine Tätigkeit in München fort, wo er in den 1950er Jahren zahlreiche Heimatfilme und Filmkomödien drehte. Einige Zeit war er 2. Vorsitzender des Clubs deutscher Kameraleute. Nach 1965 kam er nur noch einmal zu einem Filmeinsatz.

## Filmografie
- 1938: München (Kurzdokumentarfilm)
- 1939: Befreite Hände
- 1940: Golowin geht durch die Stadt
- 1940: Das Fräulein von Barnhelm
- 1941: Das Mädchen von Fanö (Kameraassistenz)
- 1941: Alarmstufe V
- 1942: Der verkaufte Großvater
- 1942: Fünftausend Mark Belohnung
- 1943: Johann
- 1943: Peterle
- 1944: Die keusche Sünderin
- 1944: Ich bitte um Vollmacht
- 1944/48: Im Tempel der Venus
- 1944/49: Dreimal Komödie
- 1944/49: Ein Herz schlägt für Dich
- 1945: Die falsche Braut
- 1949: Tragödie einer Leidenschaft
- 1949: Einmaleins der Ehe
- 1949: Die Freunde meiner Frau
- 1950: Der Geigenmacher von Mittenwald
- 1950: Liebe auf Eis
- 1951: Heimat, Deine Sterne
- 1951: Das seltsame Leben des Herrn Bruggs
- 1952: Rosen blühen auf dem Heidegrab
- 1952: Heimatglocken
- 1953: Arlette erobert Paris
- 1953: Moselfahrt aus Liebeskummer
- 1954: Angst (La paura) (Kameraführung)
- 1954: Ein Mädchen aus Paris
- 1955: Der Frontgockel
- 1955: André und Ursula
- 1955: San Salvatore
- 1956: Der Bettelstudent
- 1956: Die ganze Welt singt nur Amore
- 1957: Kleiner Mann – ganz groß
- 1957: Und so was will erwachsen sein (Die Winzerin von Langenlois)
- 1957: Jägerblut
- 1957: … und die Liebe lacht dazu
- 1958: Mein Schatz ist aus Tirol
- 1959: Bei der blonden Kathrein
- 1959: Die feuerrote Baronesse
- 1959: Mein Schatz, komm mit ans blaue Meer
- 1960: Schick deine Frau nicht nach Italien
- 1960: Die zornigen jungen Männer
- 1960: Ich schwöre und gelobe
- 1960: Im weißen Rößl
- 1961: Isola Bella
- 1962: Muß i denn zum Städtele hinaus
- 1962: Der verkaufte Großvater
- 1962: Das schwarz-weiß-rote Himmelbett
- 1963: Der Chef wünscht keine Zeugen
- 1964: Die schwedische Jungfrau
- 1977: Abelard – Die Entmannung